# Soap Kills
Soap Kills (arab. الصابون يقتل) – libańska grupa muzyczna założona w październiku 1997 przez wokalistkę Yasmine Hamdan i Zeid Hamdana (nie spokrewnionych ze sobą).
Soap Kills jest jedną z najważniejszych grup muzycznych sceny bejruckiej.

## Dyskografia
Albumy
- Bater (2001)
- Cheftak (2002)
- Enta Fen (2005)
- The Best of Soapkills (2015)

Inne
- Lost (1998)
- Live at Circus (1999)